# 發聲糙蝦蛄
發聲糙蝦蛄（学名：Kempina stridulans）为蝦蛄科糙蝦蛄屬下的一个种。